# Штучний сніг

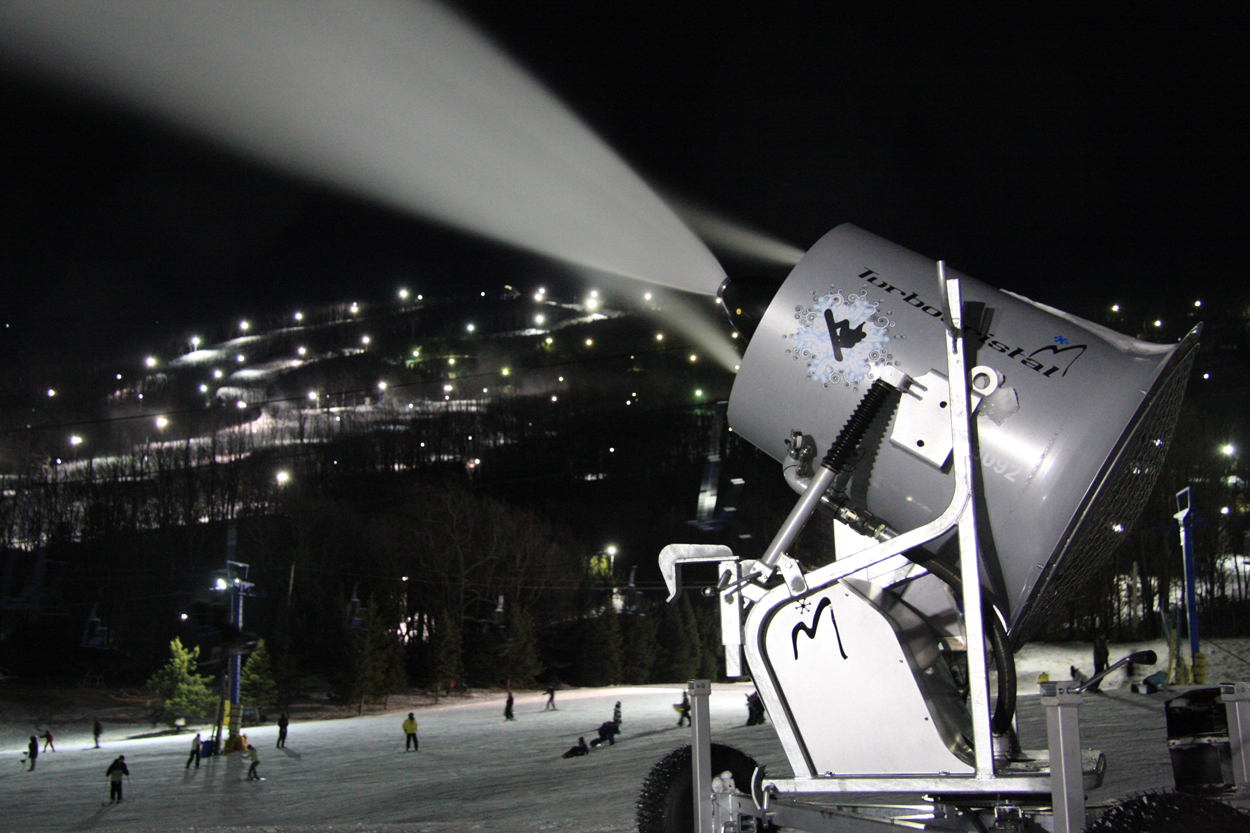
Процес створення штучного снігу, США

Шту́чний сніг нічим не відрізняється від природного, хіба що цикл його створення укорочений в десятки і навіть сотні разів у порівнянні з оригіналом.

## Процес створення
У сніговій гарматі відбуваються ті ж процеси, що і при утворенні природного снігу. Так само як і в природі, спочатку створюється «штучна хмара»: форсунки розпорошують міріади найдрібніших крапельок у повітряний потік, що нагнітається потужним вентилятором. Потім, коли водяний пил проноситься через так звані нуклеаційні кільця гармати, в неї впорскується водно-повітряна суміш: вона формує протосніжинки — центри конденсації. На них «налипають» у певному порядку молекули води, надаючи їм знайому шестикутну форму. Закручуючись і перемішуючись, ця суміш вилітає зі снігової гармати, продовжуючи формувати сніжинки вже за її межами. У результаті в парі десятків метрів від дульного зрізу гармати на землю опускається штучний сніг.
З точки зору лижників, штучний сніг навіть кращий, оскільки природний сніг може мати густину, непридатну для катання на лижах. А снігові машини, керовані комп'ютером, завжди створюють штучний сніг, густиною 400—500 кілограмів на кубометр, який є оптимальним для зимових видів спорту.